# Route 5 (Paraguay)
Pour les articles homonymes, voir Route 5.
La route 5 (en espagnol : Ruta 5 ou Ruta Nacional N° 5 "Gral. Bernardino Caballero") est une route du Paraguay reliant Pozo Colorado à Pedro Juan Caballero. Sa longueur est de 355 km.

## Péages
- km 186 : Péage de Horqueta

## Localités
| Kilomètre | Localité             | Département | Intersection |
| --------- | -------------------- | ----------- | ------------ |
| 0         | Pozo Colorado        | Pte. Hayes  | Route 9      |
| 145       | Concepción           | Concepción  |              |
| 186       | Horqueta (es)        | Concepción  |              |
| 254       | Yby Yaú (es)         | Concepción  | Route 3      |
| 355       | Pedro Juan Caballero | Amambay     |              |